# Porricondyla flavida
Porricondyla flavida är en tvåvingeart som först beskrevs av Jean-Jacques Kieffer 1913.  Porricondyla flavida ingår i släktet Porricondyla och familjen gallmyggor.
Artens utbredningsområde är Frankrike. Inga underarter finns listade i Catalogue of Life.